# فلاديسلاف لافسكي
فلاديسلاف فيدوروفيتش لافسكي (بالأوكرانية: Владислав Федорович Лавський؛ من مواليد 16 مارس 2000) هو لاعب ألعاب قوى أوكراني في القفز العالي. فاز بالميدالية البرونزية في بطولة العالم للشباب 2017، حقق لافسكي أفضل قفزة شخصية قدرها 2.25 مترًا، في أغسطس 2023 في تشنغدو في دورة الألعاب الجامعية العالمية الصيفية 2021، حيث فاز بالميدالية الذهبية.